# U.S. Olympic Trials 2020 (Leichtathletik)
Die U.S. Olympic Trials der Leichtathletik 2020 (englisch U.S. Olympic Team Trials - Track & Field) fanden hauptsächlich vom 18. bis 27. Juni 2021 im Hayward Field in Eugene, Oregon statt. Der abschließende 800-Meter-Lauf im Siebenkampf der Frauen wurde erst am 28. Juni durchgeführt.
Die Trials hätten schon vom 19. bis 28. Juni 2020 ausgetragen werden sollen, wurden aber wegen der COVID-19-Pandemie um ein Jahr verschoben. Organisiert wurden sie vom Leichtathletikverband USA Track & Field und waren gleichzeitig auch die nationalen Meisterschaften.
Ursprünglich war die Austragung im Hilmer Lodge Stadium in Walnut, Kalifornien geplant. Zu diesem Zweck sollte das Stadion für mehrere Millionen US-Dollar umgebaut werden. Aufgrund von Nachbarschaftsklagen konnten die Arbeiten aber nicht beginnen. Der Verband beschloss daraufhin die Ausrichtung an einen anderen Ort zu vergeben. Anfang August 2018 erhielt Eugene den Zuschlag die Wettkämpfe durchzuführen.

## Qualifikation für die Olympischen Spiele
Die Titelkämpfe dienen der Qualifikation für das US-amerikanische Team bei den Olympischen Sommerspielen 2020 in Tokio. Hierfür muss ein Athlet die Qualifikationsnorm erfüllen und bei drei zu vergebenen Olympia-Plätzen im Endklassement der jeweiligen Disziplin zu den drei besten Sportlern mit erfüllter Qualifikationsnorm gehören.

## Ausgelagerte Wettbewerbe
Einige Wettbewerbe der Olympic Trials sind ausgelagert. Das 50-km-Straßengehen fand am 25. Januar 2020 in Santee, Kalifornien statt. Die Marathonläufe wurden am 29. Februar 2020 in Atlanta ausgetragen.

## Ergebnisse
Qualifikationsnorm für die Olympischen Spiele wurde nicht erfüllt
   Qualifikationsnorm für die Olympischen Spiele wurde nicht erfüllt, durften aber dennoch teilnehmen
Insgesamt wurden zwei Welt- und vier Landesrekorde sowie sieben Weltjahresbestleistungen aufgestellt als auch elf Meetingrekorde, von denen neun die Frauen erzielten.

### Männer
| Disziplin        | Gold               | Gold         | Silber                         | Silber       | Bronze           | Bronze       |
| ---------------- | ------------------ | ------------ | ------------------------------ | ------------ | ---------------- | ------------ |
| 100 m            | Trayvon Bromell    | 9,80 s       | Ronnie Baker                   | 9,85 s       | Fred Kerley      | 9,86 s       |
| 200 m            | Noah Lyles         | 19,74 s      | Kenneth Bednarek               | 19,78 s      | Erriyon Knighton | 19,84 s      |
| 400 m            | Michael Norman     | 44,07 s      | Michael Cherry                 | 44,35 s      | Randolph Ross    | 44,74 s      |
| 800 m            | Clayton Murphy     | 1:43,17 min  | Isaiah Jewett                  | 1:43,85 min  | Bryce Hoppel     | 1:44,14 min  |
| 1500 m           | Cole Hocker        | 3:35,28 min  | Matthew Centrowitz             | 3:35,34 min  | Yared Nuguse     | 3:36,19 min  |
| 5000 m           | Paul Chelimo       | 13:26,82 min | Grant Fisher                   | 13:27,01 min | William Kincaid  | 13:27,13 min |
| 10.000 m         | William Kincaid    | 27:53,62 min | Grant Fisher                   | 27:54,29 min | Joe Klecker      | 27:54,90 min |
| Marathon         | Galen Rupp         | 2:09:20 h    | Jacob Riley                    | 2:10:02 h    | Abdi Abdirahman  | 2:10:03 h    |
| 110 m Hürden     | Grant Holloway     | 12,96 s      | Devon Allen                    | 13,10 s      | Daniel Roberts   | 13,11 s      |
| 400 m Hürden     | Rai Benjamin       | 46,83 s      | Kenny Selmon                   | 48,08 s      | David Kendziera  | 48,38 s      |
| 3000 m Hindernis | Hillary Bor        | 8:21,34 min  | Benard Keter                   | 8:21,81 min  | Mason Ferlic     | 8:22,05 min  |
| 20 km Gehen      | Nick Christie      | 1:30:48 h    | Daniel Nehnevaj                | 1:31:59 h    | Emmanuel Corvera | 1:34:38 h    |
| 50 km Gehen      | Andreas Gustafsson | 4:12:11 h    | Matthew Forgues                | 4:14:42 h    | Nick Christie    | 4:27:28 h    |
| Hochsprung       | JuVaughn Harrison  | 2,33 m       | Darryl Sullivan                | 2,33 m       | Shelby McEwen    | 2,30 m       |
| Stabhochsprung   | Christopher Nilsen | 5,90 m       | Sam Kendricks und KC Lightfoot | 5,85 m       | –                | –            |
| Weitsprung       | JuVaughn Harrison  | 8,47 m       | Marquis Dendy                  | 8,38 m       | Steffin McCarter | 8,26 m       |
| Dreisprung       | Will Claye         | 17,21 m      | Donald Scott                   | 17,18 m      | Chris Benard     | 17,01 m      |
| Kugelstoßen      | Ryan Crouser       | 23,37 m      | Joe Kovacs                     | 22,34 m      | Payton Otterdahl | 21,92 m      |
| Diskuswurf       | Mason Finley       | 63,07 m      | Reggie Jagers                  | 62,61 m      | Sam Mattis       | 62,51 m      |
| Hammerwurf       | Rudy Winkler       | 82,71 m      | Daniel Haugh                   | 79,39 m      | Alex Young       | 78,32 m      |
| Speerwurf        | Curtis Thompson    | 82,78 m      | Michael Shuey                  | 79,24 m      | Riley Dolezal    | 77,07 m      |
| Zehnkampf        | Garrett Scantling  | 8.647 Punkte | Steven Bastien                 | 8.485 Punkte | Zach Ziemek      | 8.471 Punkte |

### Frauen
| Disziplin        | Gold                    | Gold         | Silber                | Silber       | Bronze                   | Bronze       |
| ---------------- | ----------------------- | ------------ | --------------------- | ------------ | ------------------------ | ------------ |
| 100 m 1)         | Javianne Oliver         | 10,99 s      | Teahna Daniels        | 11,03 s      | Jenna Prandini           | 11,11 s      |
| 200 m            | Gabrielle Thomas        | 21,61 s      | Jenna Prandini        | 21,89 s      | Anavia Battle            | 21,95 s      |
| 400 m            | Quanera Hayes           | 49,78 s      | Allyson Felix         | 50,02 s      | Wadeline Jonathas        | 50,03 s      |
| 800 m            | Athing Mu               | 1:56,07 min  | Raevyn Rogers         | 1:57,66 min  | Ajeé Wilson              | 1:58,39 min  |
| 1500 m           | Elle Purrier St. Pierre | 3:58,03 min  | Cory McGee            | 4:00,67 min  | Heather MacLean          | 4:02,09 min  |
| 5000 m           | Elise Cranny            | 15:27,81 min | Karissa Schweizer     | 15:28,11 min | Rachel Schneider         | 15:29,56 min |
| 10.000 m         | Emily Sisson            | 31:03,82 min | Karissa Schweizer     | 31:16,52 min | Alicia Monson            | 31:18,55 min |
| Marathon         | Aliphine Tuliamuk       | 2:27:23 h    | Molly Seidel          | 2:27:31 h    | Sally Kipyego            | 2:28:52 h    |
| 100 m Hürden     | Keni Harrison           | 12,47 s      | Brianna McNeal        | 12,51 s      | Christina Clemons        | 12,53 s      |
| 400 m Hürden     | Sydney McLaughlin       | 51,90 s      | Dalilah Muhammad      | 52,42 s      | Anna Cockrell            | 53,70 s      |
| 3000 m Hindernis | Emma Coburn             | 9:09,41 min  | Courtney Frerichs     | 9:11,79 min  | Valerie Constien         | 9:18,34 min  |
| 20 km Gehen      | Robyn Stevens           | 1:35:13 h    | Maria Michta-Coffey   | 1:39:25 h    | Miranda Melville         | 1:40:39 h    |
| 50 km Gehen      | Robyn Stevens           | 4:37:31 h    | Erin Taylor-Talcott   | 4:47:00 h    | Katie Burnett            | 4:53:26 h    |
| Hochsprung       | Vashti Cunningham       | 1,96 m       | Inika McPherson       | 1,93 m       | Nicole Greene            | 1,93 m       |
| Stabhochsprung   | Katie Nageotte          | 4,95 m       | Morgann LeLeux Romero | 4,70 m       | Sandi Morris             | 4,60 m       |
| Weitsprung       | Brittney Reese          | 7,13 m       | Tara Davis            | 7,04 m       | Quanesha Burks           | 6,96 m       |
| Dreisprung       | Keturah Orji            | 14,52 m      | Tori Franklin         | 14,36 m      | Jasmine Moore            | 14,15 m      |
| Kugelstoßen      | Jessica Ramsey          | 20,12 m      | Raven Saunders        | 19,96 m      | Adelaide Aquilla         | 18,95 m      |
| Diskuswurf       | Valarie Allman          | 69,92 m      | Micaela Hazlewood     | 62,54 m      | Rachel Dincoff           | 60,21 m      |
| Hammerwurf       | DeAnna Price            | 80,31 m      | Brooke Andersen       | 77,72 m      | Gwendolyn Berry          | 73,50 m      |
| Speerwurf        | Maggie Malone           | 63,50 m      | Kara Winger           | 61,47 m      | Avione Allgood-Whetstone | 58,94 m      |
| Siebenkampf      | Annie Kunz              | 6.703 Punkte | Kendell Williams      | 6.683 Punkte | Erica Bougard            | 6.667 Punkte |